# Ethel Mannin
Ethel Edith Mannin, verheiratete Porteus bzw. Reynolds, (* 6. Oktober 1900 in Clapham, London; † 5. Dezember 1984) war eine britische Romanciere, Reisebuchautorin und politische Aktivistin.

## Leben und Tätigkeit
Mannin war eine Tochter des Robert Mannin, eines irischstämmigen Postangestellten und seiner Ehefrau Edith, geb. Gray. Der Vater war ein führendes Mitglied der britischen Socialist League. Unter dem Einfluss ihres Vaters entwickelte sie früh christlich-sozialistische Anschauungen, die sie später im Sinne eines Ur-Sozialismus der frühen Christen von dem während weiter Strecken ihrer Lebenszeit die sozialistische Bewegung dominierenden Sozialismus autoritär-stalinistischer Prägung abgrenzte („der wahrhafte Kommunismus der organischen Zusammengehörigkeit aller Dinge, der vollständig und tragisch entrück ist vom repressiven Stalinismus“).
In den 1920er Jahren begann Mannin sich als Journalistin und Schriftstellerin zu betätigen, nachdem sie, eigenen Angaben zufolge, bereits als Kind großes Interesse am Schreiben entwickelt und sich intensiv auf diesem Gebiet geschult hatte. Einen ersten größeren Erfolg hatte sie mit dem 1930 veröffentlichten Memoirenband Confessions and Impressions, der hohe Verkaufszahlen erreichte und eines der ersten Bücher war, die im Rahmen der zu dieser Zeit gestarteten Taschenbuch-Reihe des Penguin-Verlages veröffentlicht wurde.
Politisch unterstützte Mannin zunächst die Labour Party, von der sie sich in den 1930er Jahren aber distanzierte, um sich stattdessen der Independent Labour Party anzuschließen. Während sie in den 1920er Jahren noch mit der Sowjetunion sympathisierte stand sie dieser nach einer Studienreise durch das Land, die sie im Jahr 1936 absolvierte, desillusioniert gegenüber. Ihre Ideologie während dieser Zeit ist als dezidiert links, aber skeptisch gegenüber dem orthodoxen Kommunismus, mit Neigungen zum Anarchosyndikalismus beschrieben worden.
In den 1930er Jahren exponierte Mannin sich als Antimonarchistin und Befürworterin der republikanischen Staatsform sowie als Antiimperialistin, die die Bestrebungen einer Anzahl von britischen Kolonien, zumal in Afrika, unterstützte, ihre Unabhängigkeit von Großbritannien zu erlangen. Als überzeugte Antifaschistin und Pazifistin nahm Mainn in der zweiten Hälfte der 1930er Jahre eine führende Stellung im Women's World Committee Against War and Fascism ein. Entsprechend ihrer grundsätzlichen Gegnerschaft zu Gewalt lehnte sie Kampfsport und die Todesstrafe ab und setzte sich für eine Humanisierung des Strafvollzugs ein.
Im Spanischen Bürgerkrieg der 1930er Jahre trat Mannin öffentlich als Unterstützerin der republikanischen Seite und Gegnerin der Faschisten auf und befürwortete, obwohl sonst bekennende Pazifistin, die militärische Unterstützung der Republikaner durch die Internationalen Brigaden.
Die Überwachungsorgane des NS-Regimes stuften Mannin aufgrund ihres öffentlichen Auftretens gegen den Faschismus Ende der 1930er Jahre als Staatsfeindin ein: Im Frühjahr 1940 wurde sie infolgedessen auf die Sonderfahndungsliste G.B., ein Verzeichnis von Personen, die im Falle einer erfolgreichen Invasion der britischen Inseln durch das deutsche Militär von den Invasionstruppen folgenden Sonderkommandos der SS mit besonderer Dringlichkeit ausfindig gemacht und verhaftet werden sollten.
Nach dem Zweiten Weltkrieg exponierte Mannin sich, außer durch die schriftstellerische Tätigkeit, besonders durch ihr Eintreten für Entkolonialisierung Afrika: 1954 unterzeichnete sie einen offenen Brief, in dem eine Reihe von Persönlichkeiten des öffentlichen Lebens in Großbritannien die damals stattfindende massenhafte Exekution von Kenianern durch die britische Kolonialregierung des Landes kritisierte, wobei die Signatoren insbesondere geltend machten, dass die Betroffenen für Vergehen hingerichtet wurden, die unterhalb der Stufe des Mordes lagen, obwohl sich zu dieser Zeit in den meisten europäischen Ländern der Standard eingebürgert hatte, dass Hinrichtungen für andere Taten als Tötungsdelikten grundsätzlich unzulässig sei.
Während ihrer letzten Lebensjahre beschrieb Manin sich als anti-monarchistische Republikanerin und als Anarchistin im Geiste von Tolstoj.

## Ehe und Familie
1919 ging Mannin eine erste Ehe ein, die aber nur kurz währte. Aus dieser ging die Tochter Jean Porteous hervor.
1938 heiratete sie in zweiter Ehe Reginal Reynolds, einen Quäker, der während der Anstrengungen großer Teile der indischen Bevölkerung in den 1930er und 1940er Jahren, die Unabhängigkeit ihrer Heimat von Großbritannien zu erlangen, als Verbindungsperson zwischen Mahatma Gandhi, einem der prominentesten Führer der indischen Unabhängigkeitsbewegung, und britischen Staatsstellen erlangte.

## Schriften
- Martha, 1923.
- Hunger of the Sea, 1924.
- Sounding Brass, 1925.
- Three New Love Stories , 1925.
- Pilgrims, 1927.
- Green Willows, 1928.
- Crescendo, Being the Dark Odyssey of Gilbert Stroud, 1929.
- Children of the Earth, 1930.
- Confessions and Impressions, 1930.
- Song of the Bomber, 1936.
- Ragged Banners, 1931.
- Bruised Wings and Other Stories, 1931.
- Common-sense and the Child, 1931.
- Green Figs, 1931.
- The Tinsel Eden and Other Stories, 1931.
- All Experience, 1932.
- Linda Shawn, 1932.
- Love's Winnowing, 1932.
- Venetian Blinds, 1933.
- Dryad, 1933.
- Men Are Unwise, 1934.
- Some Adventures With A School, 1934.
- Cactus, 1935.
- Forever Wandering 1935.
- The Falconer's Voice, 1935.
- Forbidden Music, 1935.
- South to Samarkand, 1936.
- Spain and Us, 1936.
- The Pure Flame, 1936.
- Sounding Brass, 1937.
- Women Also Dream, 1937.
- Common-Sense and the Adolescent, 1937.
- Women and the Revolution, 1938.
- Rose and Sylvie, 1938.
- Darkness My Bride, 1938.
- Privileged Spectator, 1939.
- Julie: The story of a dance-hostess, 1940.
- Rolling in the Dew, 1940.
- Against Race-Hatred and for a Socialist Peace, 1940.
- Commonsense and Morality, 1941.
- Red Rose: A Novel based on the Life of Emma Goldman, 1941.
- Captain Moonlight, 1942.
- The Blossoming Bough 1942.
- Castles in the Street, 1942.
- Proud Heaven, 1943.
- No More Mimosa, 1943.
- Bread and Roses: An Utopian Survey and Blue-Print, 1944.
- Comrade O Comrade, or, Low-Down on the Left, 1945.
- Lucifer and the Child 1945.
- Christianity or Chaos? 1946.
- Selected Stories, 1946.
- The Dark Forest, 1946.
- Why I Am Still a Pacifist, 1946.
- Connemara Journal, 1947.
- German Journey, 1948.
- Late Have I Loved Thee, 1948.
- Bavarian Story, 1948.
- Every Man a Stranger, 1949.
- Jungle Journey: 7000 Miles through India and Pakistan, 1950.
- At Sundown the Tiger, 1951.
- The Fields at Evening 1952.
- The Wild Swans and Other Tales Based on the Ancient Irish, 1952.
- This Was a Man: Some Memories of Robert Mannin by His Daughter, 1952.
- Lover under Another Name, 1953.
- Moroccan Mosaic, 1953.
- So Tiberius …, 1954.
- Two Studies in Integrity: Gerald Griffin and the Rev. Francis Mahony ("Father Prout"), 1954.
- Land of the Crested Lion: A Journey through Modern Burma, 1955.
- The Living Lotus, 1956.
- Pity the Innocent, 1957.
- The Country of the Sea: Some Wanderings in Brittany, 1957.
- Fragrance of Hyacinths, 1958.
- Ann and Peter in Sweden, 1959.
- The Blue-eyed Boy, 1959.
- Brief Voices, 1959.
- Ann and Peter in Japan, 1960.
- The Flowery Sword: Travels in Japan, 1960.
- Sabishisha, 1961.
- Ann and Peter in Austria, 1962.
- Curfew at Dawn, 1962.
- With Will Adams Through Japan, 1962.
- A Lance for the Arabs: A Middle East Journey, 1963.
- The Road to Beersheba, 1963.
- Aspects of Egypt: Some Travels in the United Arab Republic, 1964.
- Rebels' Ride. A Consideration of the Revolt of the Individual, 1964.
- Report from Iraq, 1964.
- Lovely Land: The Hashemite Kingdom of Jordan, 1965.
- The Burning Bush, 1965.
- Loneliness: A Study of the Human Condition, 1966.
- The Night and Its Homing, 1966.
- The Lady and the Mystic, 1967.
- An American Journey, 1967.
- Bitter Babylon, 1968.
- England for a Change, 1968.
- The Saga of Sammy-Cat, 1969.
- Practitioners of Love. Some Aspects of the Human Phenomenon, 1969.
- The Midnight Street, 1969.
- England at Large, 1970.
- Free Pass to Nowhere, 1970.
- My Cat Sammy, 1971.
- Young in the Twenties: A Chapter of Autobiography, 1971.
- England My Adventure, 1972.
- The Curious Adventure of Major Fosdick, 1972.
- Mission to Beirut, 1973.
- Stories from My Life, 1973.
- An Italian Journey, 1974.
- Kildoon, 1974.
- The Late Miss Guthrie 1976.
- Sunset over Dartmoor: A Final Chapter of Autobiography, 1977.